# 팔칠댄스
팔칠댄스는 대한민국의 인디 록밴드이다. 2019년 EP [Palchilldance]로 데뷔했다.

## 방송
- 그레이트 서울 인베이전 (2022) - Top45

## 음반
- Palchilldance (2019)
- 포크라노스 컴필레이션 Vol. 3 '웅성웅성' (2019)
- Inkwater (2019)
- Virtual Love (2020)
- 너와 나 사이에 띄어쓰기 (2021)
- 해버굿나잇 with 콜린스 (2021)
- And other days (2021)
- 유령 (Ghosts are bored) (2021)
- Soldout smile (2022)

## 공연
- 87DANCE 단독 콘서트 ‘How can I forget you girl’：롤링 27주년 기념 공연 (2022)
- 뮤직 플로우 페스티벌 - 인천 (2022)
- 팔칠댄스 'Soldout smile' Showcase (2022)

## 피처링
- 노브 <Star> (2017)
- 노바디러브 <하얀 사람> (2020)
- 돈 싸인 <난 아마 잠들거야> (2021)